# Хмелівська сільська рада (Маловисківський район)
| Хмелівська сільська рада — колишній орган місцевого самоврядування у Маловисківському районі Кіровоградської області з адміністративним центром у с. Хмельове. Сільській раді підпорядковані населені пункти: - с. Хмельове - с. Запашка - с. Калаколове - с. Новопавлівка |

## Склад ради
Рада складається з 18 депутатів та голови.

### Керівний склад ради
| ПІБ                        | Основні відомості                                                 | Дата обрання | Дата звільнення |
| -------------------------- | ----------------------------------------------------------------- | ------------ | --------------- |
| Комаха Віктор Анатолійович | Сільський голова, 1961 року народження, освіта, безпартійний      | 26.03.2006   | 31.10.2010      |
| Комаха Віктор Анатолійович | Сільський голова, 1961 року народження, освіта вища, безпартійний | 31.10.2010   |                 |

Примітка: таблиця складена за даними джерела

## Населення
Згідно з переписом УРСР 1989 року чисельність наявного населення сільської ради становила 3617 осіб, з яких 1630 чоловіків та 1987 жінок.
За переписом населення України 2001 року в сільській раді мешкали 3264 особи.

### Мова
Розподіл населення за рідною мовою за даними перепису 2001 року:
| Мова       | Відсоток |
| ---------- | -------- |
| українська | 97,40 %  |
| російська  | 2,30 %   |
| молдовська | 0,18 %   |
| білоруська | 0,09 %   |
| гагаузька  | 0,03 %   |